# Brigetta Barrett
Brigetta Barrett , född 24 december 1990 i Westchester i New York, är en amerikansk friidrottare.
Barrett blev olympisk silvermedaljör i höjdhopp vid sommarspelen 2012 i London.